# CP-532,903
CP-532,903 je selektivni agonist adenozinskog A3 receptora. On ima antiinflamatorno dejstvo i pokazano je da redukuje generaciju superoksida u oštećenim tkivima, i da pruža zaštiti protiv oštećenja tkiva nakon miokardijalne ishemije, što je posredovano interakcijom sa ATP-senzitivnim kalcijumskim kanalima.